# Katherine Emery
Pour les articles homonymes, voir Emery.

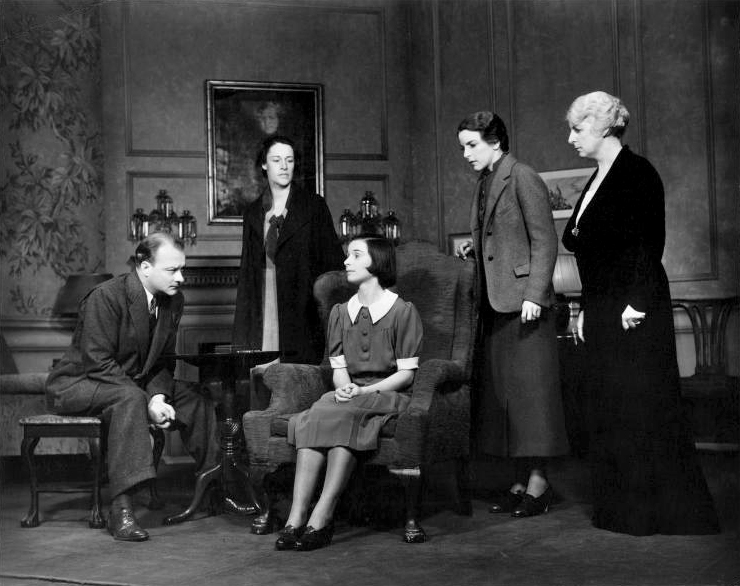
De g. à d. : Robert Keith, Anne Revere, Florence McGee, Katherine Emery et Katherine Emmet, dans The Children's Hour, en 1934 à Broadway

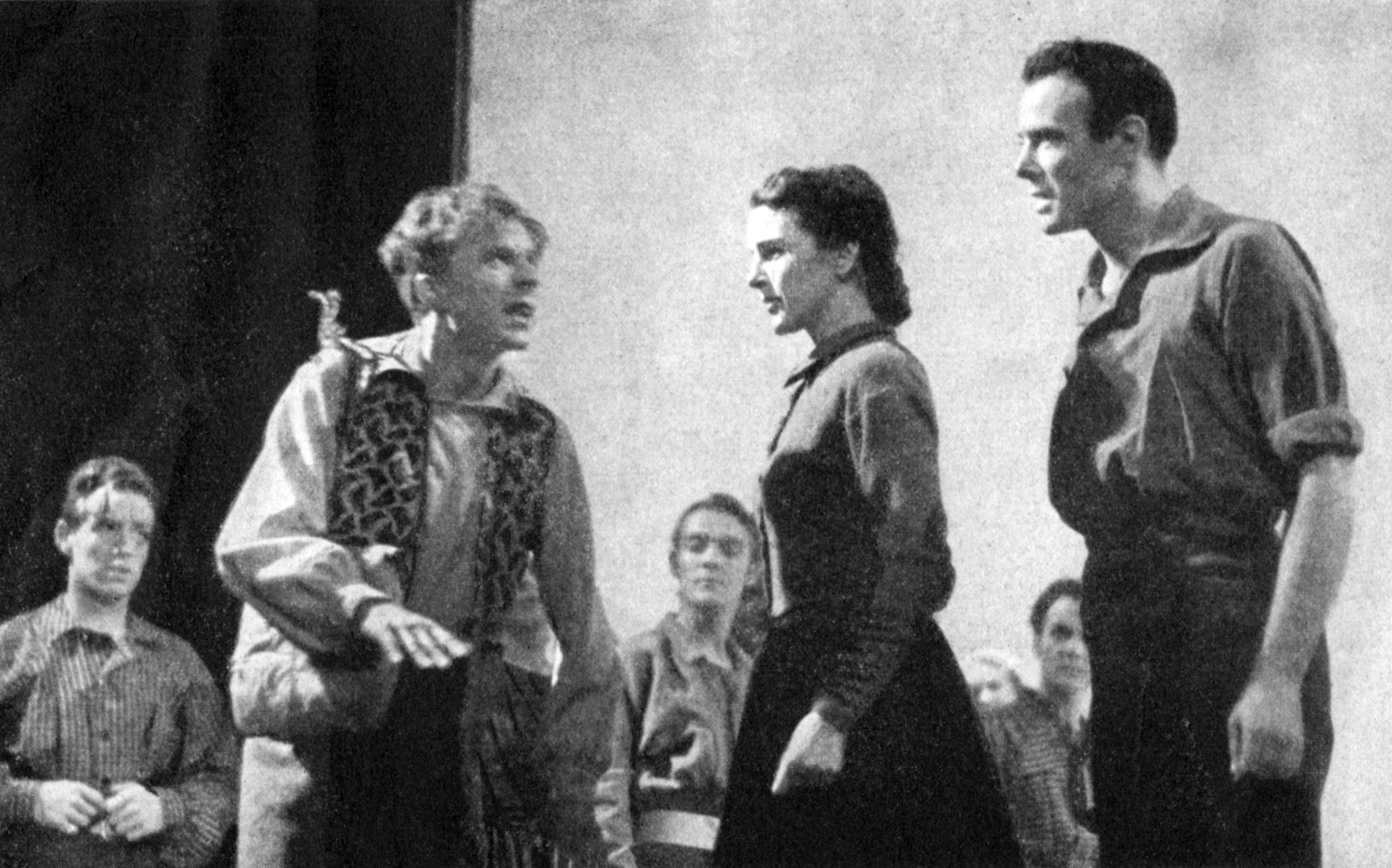
De g. à d. : Norman Lloyd, Katherine Emery et Dean Jagger, dans Everywhere I Roam, en 1939 à Broadway

Katherine Drewry Emery, née le 11 octobre 1906 à Birmingham (Alabama) et morte le 7 février 1980 à Portland (Maine), est une actrice américaine.

## Biographie
D'abord actrice de théâtre, Katherine Emery joue notamment à Broadway (New York) dans neuf pièces, depuis Carry Nation (en) de Frank McGrath (1932, avec Mildred Natwick et James Stewart) jusqu'à La Cerisaie d'Anton Tchekhov (1944, avec Eva Le Gallienne et Joseph Schildkraut). Entretemps, mentionnons The Children's Hour (en) de Lillian Hellman (1934-1936, avec Anne Revere et Robert Keith) et Comme il vous plaira de William Shakespeare (1937, avec Anne Revere à nouveau et Hayden Rorke).
Au cinéma, elle contribue à seulement douze films américains, le premier étant Les Yeux dans les ténèbres de Fred Zinnemann (1942, avec Edward Arnold et Ann Harding). Suivent entre autres L'Île des morts de Mark Robson (1945, avec Boris Karloff et Ellen Drew), Bel-Ami d'Albert Lewin (1947, avec George Sanders dans le rôle-titre et Angela Lansbury) et L'Ambitieuse de Curtis Bernhardt (1951, avec Bette Davis et Barry Sullivan). Son dernier film est The Maze de William Cameron Menzies (1953, avec Richard Carlson et Michael Pate).
Katherine Emery meurt en 1980, à 73 ans.

## Théâtre à Broadway (intégrale)
- 1932 : Carry Nation (en) de Frank McGrath, mise en scène de Blanche Yurka : Mme Klopp
- 1934 : Strangers at Home de Charles Divine : Kay Crosby
- 1934-1936 : The Children's Hour (en) de Lillian Hellman, production et mise en scène d'Herman Shumlin : Karen Wright[2]
- 1937 : Comme il vous plaira (As You Like It) de William Shakespeare : Rosalind
- 1938 : Roosty de Martin Berkeley, mise en scène de Lee Strasberg : Kate Grant
- 1938-1939 : Everywhere I Roam d'Arnold Sundgaard et Marc Connelly, mise en scène de ce dernier, décors et costumes de Robert Edmond Jones : la femme
- 1939 : Les Trois Sœurs (The Three Sisters) d'Anton Tchekhov, adaptation de Guilbert Guerney, costumes de Lucinda Ballard : Irina
- 1942-1943 : Proof Thro' the Night de (et mise en scène par) Allan R. Kenward : Smitty
- 1944 : La Cerisaie (The Cherry Orchard) d'Anton Tchekhov, adaptation d'Irina Skariatina, mise en scène d'Eva Le Gallienne : Varya

## Filmographie complète
- 1942 : Les Yeux dans les ténèbres (Eyes in the Night) de Fred Zinnemann : Cheli Scott
- 1945 : L'Île des morts (Isle of the Dead) de Mark Robson : Mary St. Aubyn
- 1946 : The Walls Came Tumbling Down (en) de Lothar Mendes : Mme Stoker
- 1946 : Le Médaillon (The Locket) de John Brahm : Mme Willis
- 1947 : Bel-Ami (The Private Affairs of Bel Ami) d'Albert Lewin : Mme Walter
- 1948 : Arc de Triomphe (Arch of Triumph) de Lewis Milestone : l'infirmière revêche
- 1949 : Le Débrouillard (Chicken Every Sunday) de George Seaton : Mildred Lawson
- 1949 : Strange Bargain (en) de Will Price : Edna Jarvis
- 1951 : L'Ambitieuse (Payment on Demand) de Curtis Bernhardt : Mme Gates
- 1952 : Passage interdit (Untamed Frontier) de Hugo Fregonese : Camilla Denbow
- 1952 : Hiawatha de Kurt Neumann : Nokomis
- 1953 : The Maze de William Cameron Menzies : Edith Murray